# Joseph-Octave Samson
Joseph-Octave Samson (9 de enero de 1862-10 de diciembre de 1945) fue un político canadiense, que ejerció como Alcalde de la Ciudad de Quebec a partir de marzo de 1920 a marzo de 1926.
Después de trabajar con intereses empresariales, incluyendo la fundación de la Samson & Filion Hardware company en el año de 1887, Sansón se convirtió en un concejal de la Ciudad de Quebec por el Saint-Pierre barrio desde 1904 hasta 1906, y de nuevo a partir desde 1908 hasta 1910. Samson fue elegido alcalde de la Ciudad de Quebec, el 16 de febrero de 1920. Durante su mandato como alcalde, el premier provincial Louis-Alexandre Taschereau acusó a Samson de administración defectuosa  de la ciudad.
Después de dejar su cargo como alcalde, fue elegido miembro de la Asamblea Legislativa de Quebecpor el Partido Liberal , miembro de la región del Québec-Centre en 1927. Fue reelegido para un segundo mandato en 1931 , pero derrotado en las elecciones de 1935. Su hijo, Wilfrid Samson, también se convirtió en un político provincial y municipal.